# Roche Oroel
La roche Oroel (roche Uroel ou roche Uruel en aragonais) est un sommet des Pyrénées, situé au sud de Jaca, dans la comarque oscense de la Jacétanie. Il culmine à 1 769 m à la pointe Oroel, où se trouve une grande croix, alors qu'on atteint les 1 689 m à la pointe Bazials à l'autre extrémité du rocher.

## Faune et flore
Les forêts sur les versants de la montagne sont composées de pins (Pinus silvestris), de hêtres (Fagus silvatica) et de sapins (Abies alba). On peut aussi trouver des chênes faginés (Quercus faginea), des chênes pubescents (Quercus pubescens), des chênes verts (Quercus ilex) et des arbustes comme le buis toujours vert (Buxus sempervirens) et le genêt épineux (Genista scorpius).
Une fois par an a lieu une course à pied depuis Jaca jusqu'à la croix.